# 宮内翁助
宮内 翁助（みやうち おうすけ、1853年3月13日（嘉永6年2月4日）- 1912年（大正元年）12月6日）は、日本の農業経営者、教育者、政治家。衆議院議員。

## 経歴
武蔵国埼玉郡江面村（のちの埼玉県南埼玉郡江面村、現:久喜市）で、宮内烈之助、きよ夫妻の長男として生まれる。茅野金陵、中島撫山から漢学を学び、1885年、神田秀親から田宮流剣道の免許皆伝を受けた。農業を営む。
戸長、副区長、学務委員、埼玉県会議員、同参事会員、所得税調査委員などを務めた。1893年、中島端蔵（中島撫山の二男）とともに私費で私立専門学校・明倫館を開設し、のちに館長となり中等教育に尽力した。
1902年8月、第7回衆議院議員総選挙で埼玉県選挙区から出馬して当選。第8回、第10回総選挙でも当選し、衆議院議員を通算3期務めた。
実業界では、久喜銀行専務取締役、埼玉織布取締役を務めた。